# Guy Cavagnac
Guy Cavagnac (* 15. September 1934 in Paris, Frankreich; † 7. Januar 2022 ebenda) war ein französischer Filmproduzent, Filmregisseur und Drehbuchautor.

## Leben und Karriere
Geboren 1934 in der französischen Hauptstadt, drehte Guy Cavagnac nach seinem Studium am Institut des hautes études cinématographiques mehrere Auftragskurzfilme und war Assistent von Jean Renoir. Seine Filmkarriere begann er 1970, als er zusammen mit Paul Vecchiali und Liliane de Kermadec das Produktionsunternehmen Unité 3 gründete. Mit dem Filmdrama Le Soldat Laforêt, das 1971 bei den Rencontres du Jeune Cinéma in Bourges präsentiert wurde, inszenierte er seinen ersten Kinofilm. In den 1970er Jahren produzierte er zudem verschiedene Filme, darunter das belgisch-französische Filmdrama Jeanne Dielman der Regisseurin und Drehbuchautorin Chantal Akerman sowie ihren Dokumentarfilm News from Home. Von 1982 bis 1989 leitete er das A.C.S. Ateliers cinématographiques Sirventès. 1990 zog sich Cavagnac schließlich aus dem Filmgeschäft zurück.
Er starb am 7. Januar 2022 in Paris im Alter von 87 Jahren.

## Filmografie (Auswahl)

### Als Filmproduzent
- 1971: Défense de jouer
- 1975: Aloïse
- 1975: Jeanne Dielman (Jeanne Dielman, 23, quai du commerce, 1080 Bruxelles)
- 1976: News from Home (Dokumentarfilm)
- 1988: L’âne qui a bu la lune
- 1990: La campagne de Cicéron

### Als Filmregisseur
- 1960: Tours 1959 (Kurzdokumentarfilm)
- 1972: Le soldat Laforêt

### Als Drehbuchautor
- 1960: Tours 1959 (Kurzdokumentarfilm)
- 1972: Le soldat Laforêt